# ディズニー・パーティーエクスプレス!
ディズニー・パーティーエクスプレス!（Disney's Party Express!）は2001年1月19日から同年5月31日にかけて東京ディズニーランドで開催されたスペシャルイベントである。

## 概要
2001年はウォルト・ディズニー生誕100周年であり、それを記念して、ウォルトが大好きだった蒸気機関車をテーマにしたスペシャルイベントである。蒸気機関車を模したフロートにディズニーキャラクターがたくさん乗っていた。
通常、パレードは「ホーンテッドマンション」と「クイーン・オブ・ハートのバンケットホール」の間から進行し、トゥーンタウンのギャグファクトリー／ファイブ・アンド・ダイム横へ退出するが、このパレードでは両方から同時に3台ずつフロートが出発し、プラザで合流、ショーモードという流れになる。ショーモード後は来たルートとは逆のルートを通り、出発した場所とは逆の場所へ退出する。
このパレードで使用された機関車のフロートは、のちに雨天時に行われる「レイニーデイ・ファン」というパレードに使われた。（「レイニーデイ・ファン」は2006年6月にリニューアルされたため、それより完全に使われなくなった。）
また、このイベントに欠かせなかったアトラクション、ウエスタンリバー鉄道には機関車にヘッドマーク、客車に旗が２本掲げられ、記念列車のごとく装飾がなされていた。
2016年現在香港ディズニーランドにてこのイベントのテーマ曲の広東語版を使用したパレード「ミッキーのレイニーデイ･エクスプレス」が2006年より雨天時に行われている。

## 使用楽曲
- オール・アボード!　All Aboard!
- ディズニー・パーティエクスプレス!　Disney's Party Express!
- ケイシー・ジュニア　Casey Junior　（映画『ダンボ』より）
- 王様になるのが待ちきれない　I Just Can't Wait to Be King　（映画『ライオン・キング』より）
- ジッパ・ディー・ドゥー・ダー　Zip-A-Dee-Doo-Dah　（映画『南部の唄』より）
- ひとりぼっちの晩餐会　Be Our Guest　（映画『美女と野獣』）